# 7 Aquilae
Désignations
7 Aquilae (en abrégé 7 Aql), également désignée V1728 Aquilae, est une étoile variable de la constellation de l'Aigle, située à ∼ 359 a.l. (∼ 110 pc) de la Terre.